# 5929 Manzano
5929 Manzano eller 1974 XT är en asteroid i huvudbältet som upptäcktes den 14 december 1974 av Félix Aguilar-observatoriet. Den är uppkallad efter den argentinske astronomen José R. Manzano.
Asteroiden har en diameter på ungefär 4 kilometer.